# The Soul's Cycle
The Soul's Cycle er en amerikansk stumfilm fra 1916 af Ulysses Davis.

## Medvirkende
- Patricia Palmer
- John Oaker
- George Clair
- George Stanley
- Roy Watson